# Cereal Partners Poland Toruń Pacific
Cereal Partners Poland Toruń-Pacific – firma produkująca płatki śniadaniowe Nestle. Ma swoje oddziały w trzech miejscowościach: Toruniu, Lubiczu Dolnym i Grębocinie. Łącznie zatrudnia 900 osób.
Firma działa w budynku zbudowanym w 1895 roku, gdzie pierwotnie mieściła się krochmalnia braci Morawskich. Po 1918 roku przedsiębiorstwo odkupił rząd polski. Przed II wojną światową firmę wykupiła wielkopolska spółka Luboń-Wronki. W 1947 roku zakład upaństwowiono. Zakład działał jako Przedsiębiorstwo Przemysłu Ziemniaczanego, zajmowało się produkcją krochmalu.
W 1976 roku w zakładzie rozpoczęto przygotowania do uruchomienia produkcji płatków śniadaniowych. Płatki wyprodukowane przez Przedsiębiorstwo Przemysłu Ziemniaczanego pojawiły się na rynku w 1977 roku. W 1990 roku zakład sprywatyzowano. Powstała firma Toruń-Pacific, należąca do miasta oraz zagranicznego konsorcjum z siedzibą w San Francisco. W 1994 roku fabryka stała się częścią grupy Cereal Partners Worldwide, należącej do Nestlé i General Mills.
Do Cereal Partners Poland Toruń Pacific należy również zakład w Lubiczu Dolnym i centrum logistyczne w Grębocinie. Zakład w Lubiczu Dolnym został zbudowany w 2003 roku, w 2023 roku liczył trzy linie procesowe.
W 2019 roku firma otrzymała Nagrodę im. Jacka Kuronia za wspieranie lokalnych banków żywności.
Większość produkcji Cereal Partners Poland Toruń-Pacific jest eksportowana do 60 państw.